# ژرژ ایو
ژرژ ایو (انگلیسی: Georges Eo؛ زادهٔ ۷ نوامبر ۱۹۴۸) بازیکن فوتبال اهل فرانسه است.
از باشگاه‌هایی که در آن بازی کرده‌است می‌توان به باشگاه فوتبال المپیک مارسی، باشگاه فوتبال پاریس، باشگاه فوتبال نانت، و باشگاه فوتبال ستاره سرخ اشاره کرد.
وی همچنین در تیم ملی فوتبال زیر ۲۱ سال فرانسه بازی کرده‌است.